# Just Dance 2017
Just Dance 2017 är ett dansspel utvecklad och publicerat av Ubisoft. Det visades på spelmässan E3 2016 under en konferens, spelet släpptes i oktober 2016 till Microsoft Windows, PlayStation 3, PlayStation 4, Xbox 360, Xbox One, Wii och Wii U. Det är ett av de första spelen som släpptes till Nintendo Switch 3 mars 2017.  Det är också första gången som spelet släpptes till Windows.

## Spelupplägg
Som i föregångarna utför spelaren olika rörelser efter dansare på skärmen till en vald låt, poängen är baserad på spelarens skicklighet.
Ett nytt spelarläge kallad "Just Dance Machine" som finns med i nuvarande generationens konsoler och Windows-versioner där spelaren måste utföra olika dansstilar för att "hjälpa strandsatta utomjordingar att återvända hem". Ubisoft bekräftade spelarlägena Dance Quests, Sweat (spelarläget workout och spellista) Just Dance TV och World Dance Floor kommer till 2017, liksom prenumerationstjänsten Just Dance Unlimited, med nya tillägg med spellista-funktioner. Spelets följeslagare mobilapp uppdateras och blir "en hub för spelarens aktiviteter", med fotoredigerad funktion och innehåll från Just Dance TV tillsammans med appens huvudsyfte som rörelsekontroll.

## Låtar
Följande låtar är med:
| Sång                               | Artist                                             | År   |
| ---------------------------------- | -------------------------------------------------- | ---- |
| "All About Us"                     | Jordan Fisher                                      | 2016 |
| "Bailar"                           | Deorro featuring Elvis Crespo                      | 2016 |
| "Bang"                             | Anitta                                             | 2015 |
| "Bonbon"                           | Era Istrefi                                        | 2016 |
| "Cake by the Ocean"                | DNCE                                               | 2015 |
| "Can't Feel My Face"               | The Weeknd                                         | 2015 |
| "Carnaval Boom"                    | Latino Sunset                                      | 2016 |
| "Cheap Thrills"                    | Sia featuring Sean Paul                            | 2016 |
| "Cola Song"                        | INNA featuring J Balvin                            | 2014 |
| "Daddy"                            | PSY featuring CL of 2NE1                           | 2015 |
| "Don't Stop Me Now"                | Queen                                              | 1978 |
| "Don't Wanna Know"                 | Maroon 5                                           | 2016 |
| "Dragostea Din Tei"                | O-Zone                                             | 2004 |
| "El Tiki"                          | Maluma                                             | 2015 |
| "Ghost In the Keys"                | Halloween Thrills                                  | 2016 |
| "Groove"                           | Jack & Jack                                        | 2014 |
| "Hips Don't Lie"                   | Shakira featuring Wyclef Jean                      | 2005 |
| "I Love Rock 'n' Roll"             | Fast Forward Highway (Joan Jett & the Blackhearts) | 1982 |
| "Into You"                         | Ariana Grande                                      | 2016 |
| "La Bicicleta"                     | Carlos Vives and Shakira                           | 2016 |
| "Last Christmas"                   | Santa Clones (Wham!)                               | 1984 |
| "Lean On"                          | Major Lazer and DJ Snake featuring MØ              | 2015 |
| "Leila"                            | Cheb Salama                                        | 2016 |
| "Like I Would"                     | ZAYN                                               | 2016 |
| "Little Swing"                     | AronChupa featuring Little Sis Nora                | 2016 |
| "Oishii Oishii"                    | Wanko Ni Mero Mero                                 | 2016 |
| "PoPiPo"                           | Hatsune Miku                                       | 2009 |
| "Radical"                          | Dyro and Dannic                                    | 2014 |
| "Run the Night"                    | Gigi Rowe                                          | 2016 |
| "Scream & Shout"                   | will.i.am featuring Britney Spears                 | 2012 |
| "September"                        | Equinox Stars (Earth, Wind & Fire)                 | 1978 |
| "Single Ladies (Put a Ring on It)" | Beyoncé                                            | 2008 |
| "Sorry"                            | Justin Bieber                                      | 2015 |
| "Te Dominar"                       | Daya Luz                                           | 2016 |
| "Tico-Tico no Fubá"                | The Frankie Bostello Orchestra (Zequinha de Abreu) | 1917 |
| "Titanium"                         | David Guetta featuring Sia                         | 2011 |
| "Watch Me (Whip/Nae Nae)"          | Silentó                                            | 2015 |
| "What Is Love"                     | Ultraclub 90 (Haddaway)                            | 1993 |
| "Wherever I Go"                    | OneRepublic                                        | 2016 |
| "Worth It"                         | Fifth Harmony featuring Kid Ink                    | 2015 |

### Just Dance Unlimited
Som i förra spelen har åttonde generationen konsoler (inkluderar Windows och Nintendo Switch) Just Dance Unlimited, tjänsten streamar låtar från tidigare Just Dance-spel och nya är exklusiva till tjänsten.
Sånger som är exklusiva till Just Dance Unlimited inkluderar:
| Sång                                         | Artist                           | År   | Releasedatum                                                     |
| -------------------------------------------- | -------------------------------- | ---- | ---------------------------------------------------------------- |
| "Let Me Love You"                            | DJ Snake featuring Justin Bieber | 2016 | 25 oktober 2016                                                  |
| "Youth"                                      | Troye Sivan                      | 2015 | 25 oktober 2016                                                  |
| "Ona tańczy dla mnie"                        | Weekend                          | 2012 | 25 oktober 2016                                                  |
| "Imya 505"                                   | Vremya i Steklo                  | 2015 | 25 oktober 2016                                                  |
| "Je sais pas danser"                         | Natoo                            | 2016 | October 25, 2016 (Frankrike) 23 februari 2017 (internationellt)  |
| "The Greatest"                               | Sia                              | 2016 | 25 november 2016                                                 |
| "Juju on That Beat (TZ Anthem)"              | Zay Hilfigerrr and Zayion McCall | 2016 | 21 december 2016                                                 |
| "Chiwawa" (Alternate)                        | Wanko Ni Mero Mero               | 2015 | 26 januari 2017                                                  |
| "Don't Worry"                                | Madcon featuring Ray Dalton      | 2015 | 26 januari 2017                                                  |
| "Me Too"                                     | Meghan Trainor                   | 2016 | 23 februari 2017                                                 |
| "How Deep Is Your Love"                      | Calvin Harris och Disciples      | 2015 | 3 mars 2017 (Nintendo Switch) 22 juni (PC, Xbox One, Wii U, PS4) |
| "HandClap"                                   | Fitz and The Tantrums            | 2016 | 23 mars 2017                                                     |
| "Don't Let Me Down"                          | The Chainsmokers featuring Daya  | 2016 | 20 april 2017                                                    |
| "Ain't My Fault"                             | Zara Larsson                     | 2016 | 30 maj 2017                                                      |
| "Wake Me Up Before You Go-Go (Alternative) " | Wham!                            | 1984 | 20 juli 2017                                                     |

1. ↑   Exklusiv för JDU, kan låsas upp med Ubisoft Club.